# Bramley (South Yorkshire)
Bramley – wieś w Anglii, w hrabstwie ceremonialnym South Yorkshire, w dystrykcie metropolitalnym Rotherham. Leży 15 km na wschód od miasta Sheffield i 227 km na północ od Londynu. Miejscowość liczy 8194 mieszkańców.